# Мактум ибн Рашид Аль Мактум
Мактум ибн Рашид Аль Мактум (араб. مكتوم بن راشد آل مكتوم) или Мактум III (15 августа 1943 — 4 января 2006, Голд-Кост, Австралия) — эмир Дубая в 1990—2006 годах, премьер-министр Объединённых Арабских Эмиратов в 1971—1979 и 1990—2006 годах.
После принятия конституции ОАЭ 2 декабря 1971 года Мактум ибн Рашид стал первым премьер-министром новой страны.
25 апреля 1979 года он подал в отставку в пользу своего отца Рашида ибн Саида Аль Мактума. Когда 7 октября 1990 года его отец умер, он снова стал премьер-министром и одновременно принял такую же должность в эмирате Дубай.
Мактум умер 4 января 2006 года во время визита в Австралию. По случаю его смерти в ОАЭ был назначен 40-дневный траур.